# Salsola korshinskyi
Salsola korshinskyi är en amarantväxtart som beskrevs av Vasiliĭ Petrovich Drobow. Salsola korshinskyi ingår i släktet sodaörter, och familjen amarantväxter. Inga underarter finns listade i Catalogue of Life.